# جان رودزانت
جان رودزانت (بالهولندية: Jan Roodzant)‏ (مواليد 6 يناير 1984) هو سبّاح هولندي، مثّل بلاده في الألعاب الأولمبية الصيفية 2008.

## روابط خارجية
جان رودزانت على موقع الاتحاد الدولي للسباحة (الإنجليزية)
- جان رودزانت على موقع أوليمبيديا (الإنجليزية)